# Ebenezer Annan
Ebenezer Annan (21 agosto 2002) è un calciatore ghanese, difensore del Saint-Étienne e della nazionale ghanese.

## Caratteristiche tecniche
È un terzino sinistro.

## Carriera

### Club
Cresciuto nel settore giovanile del Bologna, Annan ha debuttato in prima squadra il 16 agosto 2021, scendendo in campo da titolare nell'incontro di Coppa Italia perso per 5-4 con la Ternana. Il 21 gennaio 2022, ha debuttato anche in Serie A, subentrando ad Arthur Theate a metà del secondo tempo dell'incontro perso per 2-1 con il Verona.
Nel luglio del 2022, è stato ceduto in prestito per una stagione all'Imolese, in Serie C.
L'8 luglio 2023, è stato ceduto in prestito con diritto di riscatto al Novi Pazar, squadra della massima serie serba.
Il 23 giugno 2024, è passato a titolo definitivo alla Stella Rossa, sempre nella massima serie serba, con cui ha firmato un contratto triennale, con opzione per un'ulteriore stagione. Il 19 luglio seguente, è stato ufficialmente girato in prestito all'OFK Belgrado, neo-promosso nello stesso campionato.
Nel gennaio 2025 ritorna alla Stella Rossa con la quale vince un campionato ed una Coppa di Serbia.
Il 7 agosto 2025 si trasferisce al Saint-Étienne.

### Nazionale
Il 23 marzo 2024, Annan ha debuttato con la nazionale maggiore ghanese, nell'amichevole persa 2-1 contro la Nigeria.

## Statistiche

### Presenze e reti nei club
Statistiche aggiornate al 31 maggio 2024.
| Stagione        | Squadra         | Campionato      | Campionato | Campionato | Coppe nazionali | Coppe nazionali | Coppe nazionali | Coppe continentali | Coppe continentali | Coppe continentali | Altre coppe | Altre coppe | Altre coppe | Totale | Totale | Totale |
| Stagione        | Squadra         | Comp            | Pres       | Reti       | Comp            | Pres            | Reti            | Comp               | Pres               | Reti               | Comp        | Pres        | Reti        | Pres   | Reti   |        |
| --------------- | --------------- | --------------- | ---------- | ---------- | --------------- | --------------- | --------------- | ------------------ | ------------------ | ------------------ | ----------- | ----------- | ----------- | ------ | ------ | ------ |
| 2021-2022       | Bologna         | A               | 1          | 0          | CI              | 1               | 0               |                    | -                  | -                  |             | -           | -           | 2      | 0      |        |
| 2022-2023       | Imolese         | C               | 27         | 0          | CI+CI-C         | 0+1             | 0               |                    | -                  | -                  |             | -           | -           | 28     | 0      |        |
| 2023-2024       | Novi Pazar      | SL              | 30         | 0          | CS              | 2               | 0               |                    | -                  | -                  |             | -           | -           | 32     | 0      |        |
| Totale carriera | Totale carriera | Totale carriera | 58         | 0          |                 | 4               | 0               |                    | -                  | -                  |             | -           | -           | 62     | 0      |        |

### Cronologia presenze e reti in nazionale
| Cronologia completa delle presenze e delle reti in nazionale ― Ghana | Cronologia completa delle presenze e delle reti in nazionale ― Ghana | Cronologia completa delle presenze e delle reti in nazionale ― Ghana | Cronologia completa delle presenze e delle reti in nazionale ― Ghana | Cronologia completa delle presenze e delle reti in nazionale ― Ghana | Cronologia completa delle presenze e delle reti in nazionale ― Ghana | Cronologia completa delle presenze e delle reti in nazionale ― Ghana | Cronologia completa delle presenze e delle reti in nazionale ― Ghana |
| Data                                                                 | Città                                                                | In casa                                                              | Risultato                                                            | Ospiti                                                               | Competizione                                                         | Reti                                                                 | Note                                                                 |
| -------------------------------------------------------------------- | -------------------------------------------------------------------- | -------------------------------------------------------------------- | -------------------------------------------------------------------- | -------------------------------------------------------------------- | -------------------------------------------------------------------- | -------------------------------------------------------------------- | -------------------------------------------------------------------- |
| 22-3-2024                                                            | Marrakech                                                            | Nigeria                                                              | 2 – 1                                                                | Ghana                                                                | Amichevole                                                           | -                                                                    | 46’                                                                  |
| 26-3-2024                                                            | Marrakech                                                            | Uganda                                                               | 2 – 2                                                                | Ghana                                                                | Amichevole                                                           | -                                                                    | 21’                                                                  |
| 15-11-2024                                                           | Talatona                                                             | Angola                                                               | 1 – 1                                                                | Ghana                                                                | Qual. Coppa d'Africa 2025                                            | -                                                                    | 46’                                                                  |
| 18-11-2024                                                           | Accra                                                                | Ghana                                                                | 1 – 2                                                                | Niger                                                                | Qual. Coppa d'Africa 2025                                            | -                                                                    | 46’ 90’                                                              |
| 24-3-2025                                                            | Al Hoceima                                                           | Madagascar                                                           | 0 – 3                                                                | Ghana                                                                | Qual. Mondiali 2026                                                  | -                                                                    | 80’                                                                  |
| 28-5-2025                                                            | Brentford                                                            | Ghana                                                                | 1 – 2                                                                | Nigeria                                                              | Amichevole                                                           | -                                                                    | 29’                                                                  |
| Totale                                                               |                                                                      | Presenze                                                             | 6                                                                    |                                                                      | Reti                                                                 | 0                                                                    |                                                                      |

## Palmarès

### Club

#### Competizioni nazionali
- Campionato serbo: 1

Stella Rossa: 2024-2025
- Coppa di Serbia: 1

Stella Rossa: 2024-2025